# Na de derde wereldoorlog
Na de derde wereldoorlog (Engelse titel: Twilight world) is een sciencefictionroman uit 1961 van de Amerikaanse schrijver Poul Anderson. De oorspronkelijke roman uit 1961 bestaat uit een viertal onderdelen:
- Prologue (Nederlandse versie Proloog, pagina 1)
- Chain of logic (Brokken logica, pagina 39)
- The children of fortune (Kinderen van het geluk, pagina 73)
- Epilogue (Epiloog, pagina 184)

The children of fortune en Chain of logic verschenen in 1947 al in Astounding. Het eerste verhaal kreeg in F.N. Waltrop een medeauteur. Pas bij de uitgifte als roman werden het voor- en nawoord meegedrukt.   
De Nederlandse vertaling werd in 1965 uitgegeven door Uitgeverij Het Spectrum in hun Prisma Pockets-reeks (Prisma 1079); prijs 1,50 gulden.

## Verhaal
De bevolking van de  Aarde is na de atoombommen uit de Derde Wereldoorlog behoorlijk uitgedund. Van de overlevenden weet niemand meer wie die oorlog begonnen is en wie de oorlog heeft beëindigd. Zowel de Sovjet-Unie als de Verenigde Staten bestaan in wezen niet meer. Europa is geheel van de kaart geveegd. In de staat Oregon probeert de bevolking te herstellen. Er worden verkenningsvluchten (met de enig bewaarde straaljager) ondernomen. Door een geïmproviseerde volkstelling te houden, probeert de nieuwe regering enig houvast te krijgen in een land vol barbarij en plunderingen. Het grootste probleem voor een zekere toekomst is de alom aanwezige hoge radioactiviteit. Die zorgt niet alleen in het heden voor mutaties in de celstructuur, maar ook bij toekomstige voortplantingspogingen zal nooit duidelijk aan welke mutaties de nakomelingen onderworpen worden. Na verloop van tijd ontstaat het idee dat door verregaande afzondering in ieder geval de toekomstige mutaties achterwege kunnen blijven, als een deel van de mensen naar een andere planeet vertrekt, waar geen radioactiviteit heerst. Voorbereidingen daartoe worden verstoord door een nieuwe tweedeling van de wereld in een Pan-Amerikaanse staat (grofweg de VS en Canada) en de republiek Siberië (grofweg de Sovjet-Unie). Uiteindelijk weet een zevental nieuwe Amerikanen Mars te bereiken. Vanuit de genenpoel van die zeven moet een nieuw volk kunnen ontstaan. De nieuwe Martianen worden onaangenaam verrast als kort na hun landen zij worden bestormd door Siberiërs die ook een claim leggen op Mars. Een handgemeen volgt en de nieuwe Amerikanen weten te overwinnen. 
Het nawoord geeft aan dat er vanuit het zevental een nieuw volk is ontstaan, dat meerdere planeten weet te bevolken.     